# Musculus piriformis
Musculus piriformis är en muskel i höften. Det är en av sex höftmuskler som ingår i lateralrotationsgruppen tillsammans med musculus quadratus femoris, musculus gemellus inferior, musculus gemellus superior, musculus obturator externus och musculus obturator internus.
Muscuilus piriformis utåtroterar lårbenet vid sträckning av höften, och abducerar lårbenet vid böjning av höften. Abduktion av det uppböjda låret är en viktig rörelse vid gång eftersom det förflyttar kroppsvikten till motsatt sida från den fot som lyfts, och förhindrar därmed ett fall.

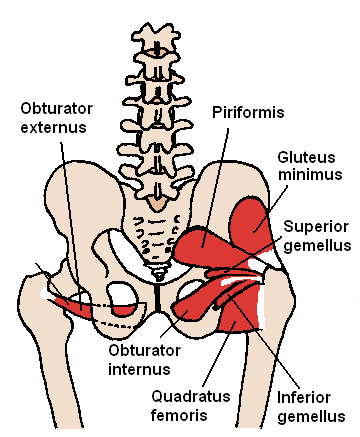
Vy bakifrån (posterior) av bäckenregionen med några av höftledens muskler markerade. (Samma muskler finns på båda höftlederna, men de finns bara medtagna på ena sidan för att ge en tydligare figur.)

## Detaljerad anatomi
Musculus piriformis har sitt ursprung i andra till fjärde segmenten i korsryggens framsida och i det sakrotuberala ligamentet (ligamentum sacrotuberale) som går från nedre kanten på korsbenet till bakre bottendelen av höftbenet (tuber ischiadicum). Muskeln fäster med en cylinderformad sena till (trochanter major) på övre lårbenet. Muskeln abducerar (för ut mot sidan) det flekterade (böjda) låret vid höften och hjälper till att stabilisera höftleden genom att hjälpa till med att hålla kvar lårbenshuvudet i höftledsgropen. Den roterar också det extenderade låret lateralt (utåt). Muskelns nerv kommer från framgrenarna (ramus anterior) på korsbenets ryggmärgsnerver (sakralnerverna S1 och S2). Piriformis är en pyramid- eller päronformad muskel som tornar upp sig inne i bäckenhålan (pelvis) och passerar dess sidoöppning (foramen ischiadicum majus) på sin väg till sitt fäste. Huvuddelen av korsbenets nerver breder ut sig över muskelns yta inuti bäckenet (pelvis) och ischiasnerven passerar under, eller mindre vanligt genom muskeln på sin väg till lårbenet.

## Namn
Namnet piriformis kommer från det latinska uttrycket "päronformad". Muskeln namngavs först av Adriaan van den Spiegel, som var professor vid universitetet i Padua på 1500-talet.

### Fotnoter
1. ↑  Smoll NR (January 2010). ”Variations of the piriformis and sciatic nerve with clinical consequence: a review”. Clinical Anatomy 23 (1):  sid. 8–17. doi:10.1002/ca.20893. PMID 19998490.